# Gunung Kapur (berg i Indonesien, Aceh, lat 4,14, long 97,08)
Gunung Kapur är ett berg i Indonesien.   Det ligger i provinsen Aceh, i den västra delen av landet, 1 600 km nordväst om huvudstaden Jakarta. Toppen på Gunung Kapur är 1 904 meter över havet, eller 88 meter över den omgivande terrängen. Bredden vid basen är 1,3 km.
Terrängen runt Gunung Kapur är bergig åt nordost, men åt sydväst är den kuperad. Runt Gunung Kapur är det glesbefolkat, med 13 invånare per kvadratkilometer. I omgivningarna runt Gunung Kapur växer i huvudsak städsegrön lövskog.